# Ngô Quang Nam
Ngô Quang Nam (sinh năm 1942, Phú Thọ), là một họa sĩ, nhà thơ, nhà văn, nhà báo người Việt Nam.

## Cuộc đời và Sự nghiệp
Ngô Quang Nam tốt nghiệp Viện Hàn lâm Mỹ thuật Praha (1967-1973), học tiếp cao học tại Praha (1985-1986), được cấp bằng danh hiệu "Họa sĩ Hàn lâm viện". Nguyên là Giám đốc sở Văn hóa Thông tin kiêm chủ tịch Hội Văn học Nghệ thuật tỉnh Vĩnh Phú (1978-1890). Là Chánh văn phòng Bộ Văn hóa thông tin (1990-1997), Cục trưởng Cục Mỹ thuật và Nhiếp ảnh (1997-2004), thành viên hội đồng nghệ thuật ASEAN giải Philip Moris.
Tranh của ông đã được sưu tập tại các bảo tàng Mỹ thuật Hà Nội, Bảo tàng Mỹ thuật thành phố Hồ Chí Minh, Bảo tàng Đền Hùng, Bảo tàng Phú Thọ và bảo tàng Singapore. Tranh triển lãm cá nhân ở nước ngoài như Praha (Tiệp), Argentina cùng các sưu tập và triển lãm chung tại Hoa Kỳ, Thụy Sĩ, Hàn Quốc, Chile, Trung Quốc...
Trong triển lãm "Ngàn trùng xa cách" tại Mỹ, do họa sĩ David Tomas tổ chức năm 1995, học giả Jefrey Hantover đã bình luận:
“ Ngô Quang Nam dùng những nét phóng khoáng, gần như "tháu", để nắm bắt một tâm trạng hơn là một thực tế trước mắt. Qua ý chí nắm bắt hiện thực cảm xúc bề ngoài của sự vật và ý muốn đưa vào "Tinh thần của tranh" ta có thể cảm nhận một âm hưởng hiện đại của thế kỷ XX, nhưng cùng lúc ta có thể thấy đó cũng là đặc tính của nghệ thuật cổ truyền Việt Nam trong những tranh mộc bản - Ở đây các mầu không giống ngoài đời, nhưng lại rất hữu hiệu đứng về mặt lưu lại ấn tượng nơi người xem... ”— Jefrey Hantover,    
Nhà lý luận phê bình Singapore Thomas Yeo viết:
“ Tất cả các tác phẩm của Ngô Quang Nam được vẽ với kỹ thuật điêu luyện, đi đôi với đó là sự tự tin. Mọi người có thể kiểm chứng sự tự tin của ông bằng chính sự ta hài lòng với những tác phẩm được xem. Từng thần thái, đường nét uyển chuyển, vừa chuẩn lại vừa thể hiện rõ tâm huyết, tâm cảm của một nghệ sĩ với tác phẩm... Những sinh hoạt hàng ngày ở nông thôn Việt Nam đã được ghi lại chỉ bằng vài đường họa đơn giản, điều phải mất nhiều năm rèn luyện mới có được. Nhiều họa sĩ Việt Nam tạo được sự khuấy động trong "Asian Art Area" trong thập niên trở lại đây, trong đấy có sự đóng góp của Ngô Quang Nam cho nghệ thuật Việt Nam... ”— Thomas Yeo,    
Ngoài lĩnh vực hội họa ông còn sáng tác điêu khắc, sáng tác văn học và sách nghiên cứu khác về lịch sử và văn Học, với hơn hai chục đầu sách như: 8 tập thơ, 1 trường ca, 4 tiểu thuyết lịch sử, 7 tập nghiên cứu văn học và hàng trăm bài báo khác. Đáng kể là Ngư phong và Tượng phong (2013), Bút tre (2018), tiểu thuyết lịch sử Trăm năm khổ nhục nhưng vĩ đại (2019).

## Tác phẩm tiêu biểu
Tác phẩm tranh
- Nối đường dây, Người mẹ cầm súng, Đường Hồ Chí Minh, Mười hai ngày đêm (Bảo tàng Mỹ thuật Sigapo)
- Khúc du xuân I và II
- Thánh Gióng (Bảo tàng Mỹ thuật TP Hồ Chí Minh)
- Người đẹp ngủ bên hồ sen (1985)
- Thuở Hồng Hoang - Sơn dầu Bảo Tàng đền Hùng

Tác phẩm văn học tiêu biểu
- Ngư phong và Tượng phong - Nghiên cứu - Nhà xuất bản Văn Học (2013)
- Các Tập thơ: Rừng Cọ, Khúc Du Xuân. Duyên một vầng trăng, Lời nguyền thế kỷ,Cửa rừng, Lục bát mạn thuyền
- Dòng máu (Tiểu thuyết) - Nhà xuất bản Thanh Niên - 1980
- Dòng thơ Bút tre - Nhà xuất bản Hội Nhà Văn (2018)
- Trăm năm khổ nhục nhưng vĩ đại - Tiểu thuyết lịch sử - Nhà xuất bản Hội Nhà Văn (2019)

## Vinh danh
- Giải nhất Viện Hàn lâm Mỹ thuật Praha năm 1971
- Giải thưởng Hùng Vương năm 1985
- Giải vàng bìa sách đẹp Việt Nam 2008 và 2014
- Giải khuyến khích thi thiết kế Tháp Hùng Vương
- Huân chương Lao động hạng nhì
- Huân chương Kháng chiến hạng ba
- Huy chương Vì sự nghiệp báo chí Việt Nam
- Huy chương Vì sự nghiệp văn học nghệ thuật Việt Nam
- Huy chương Chiến sĩ văn hóa
- Huy chương Vì sự nghiệp mỹ thuật Việt Nam